# Mike Hall
Mike Hall (Chicago, Illinois, 5. lipnja 1984.) je američki profesionalni košarkaš. Igra na poziciji niskog krila, a može igrati krilnog centra. Trenutačno je član talijanske Olimpije Milano. 

## Karijera
Na sveučilištu George Washington igrao je od 2002. do 2006. Nakon seniorske sezone, kao nedraftiran slobodan igrač potpisao je za razvojnu momčad NBDL lige Tulsa 66ers. U veljači 2007. potpisao je desetodnevni ugovor s NBA momčadi Washington Wizardsa, a nakon toga još jedan desetodnevni ugovor s Wizardisma. 21. ožujka 2007. Wizardsi su ga potpisali do kraja sezone. U kolovozu 2008. potpisao je za talijanskog prvoligaša Olimpiju Milano. 

## Vanjske poveznice
- Profil na NBA.com
- Profil na Euroleague.net
- Profil na Basketball-Reference.com